# Fliegeruhr

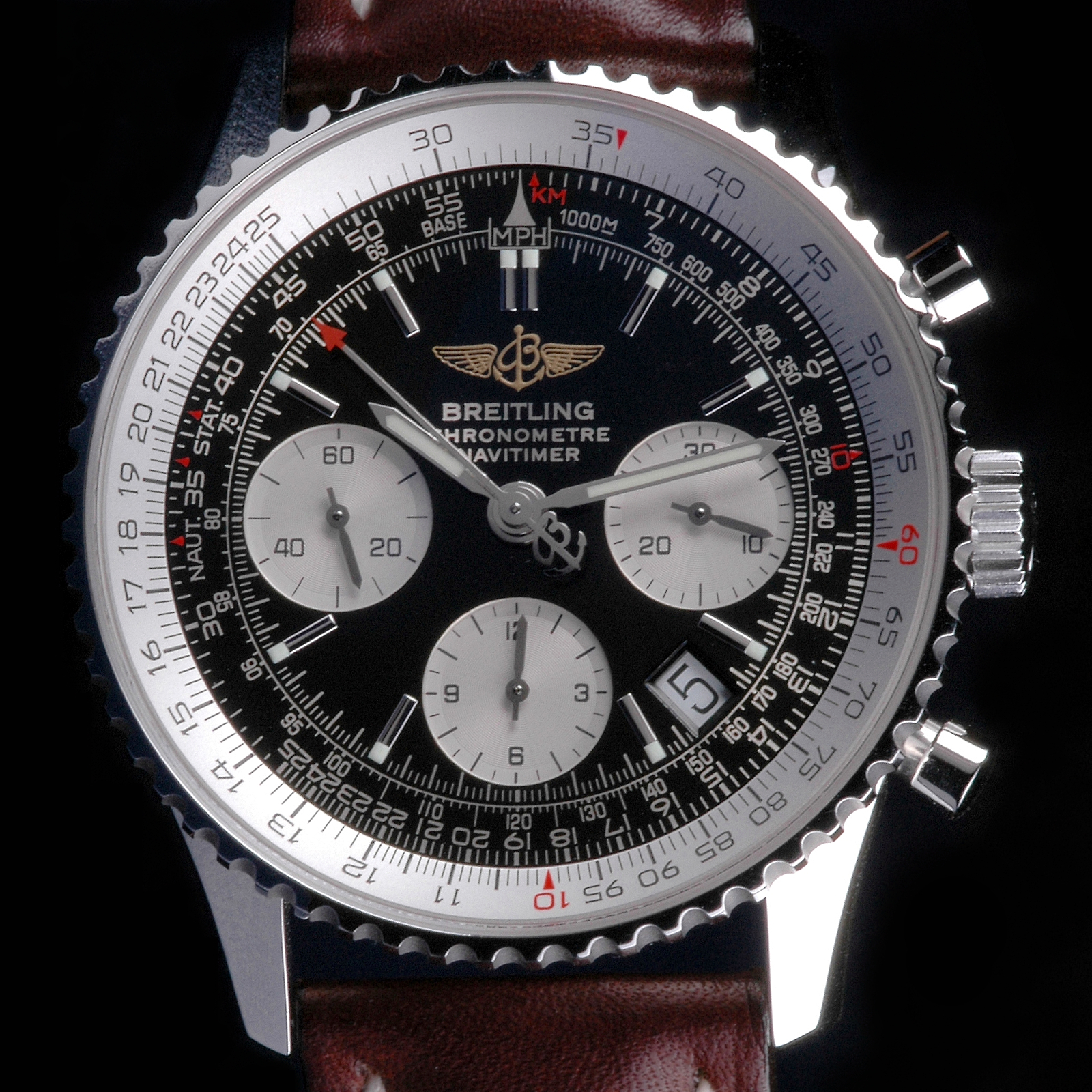
Breitling-Fliegeruhr „Navitimer“ mit Chronographenfunktion.

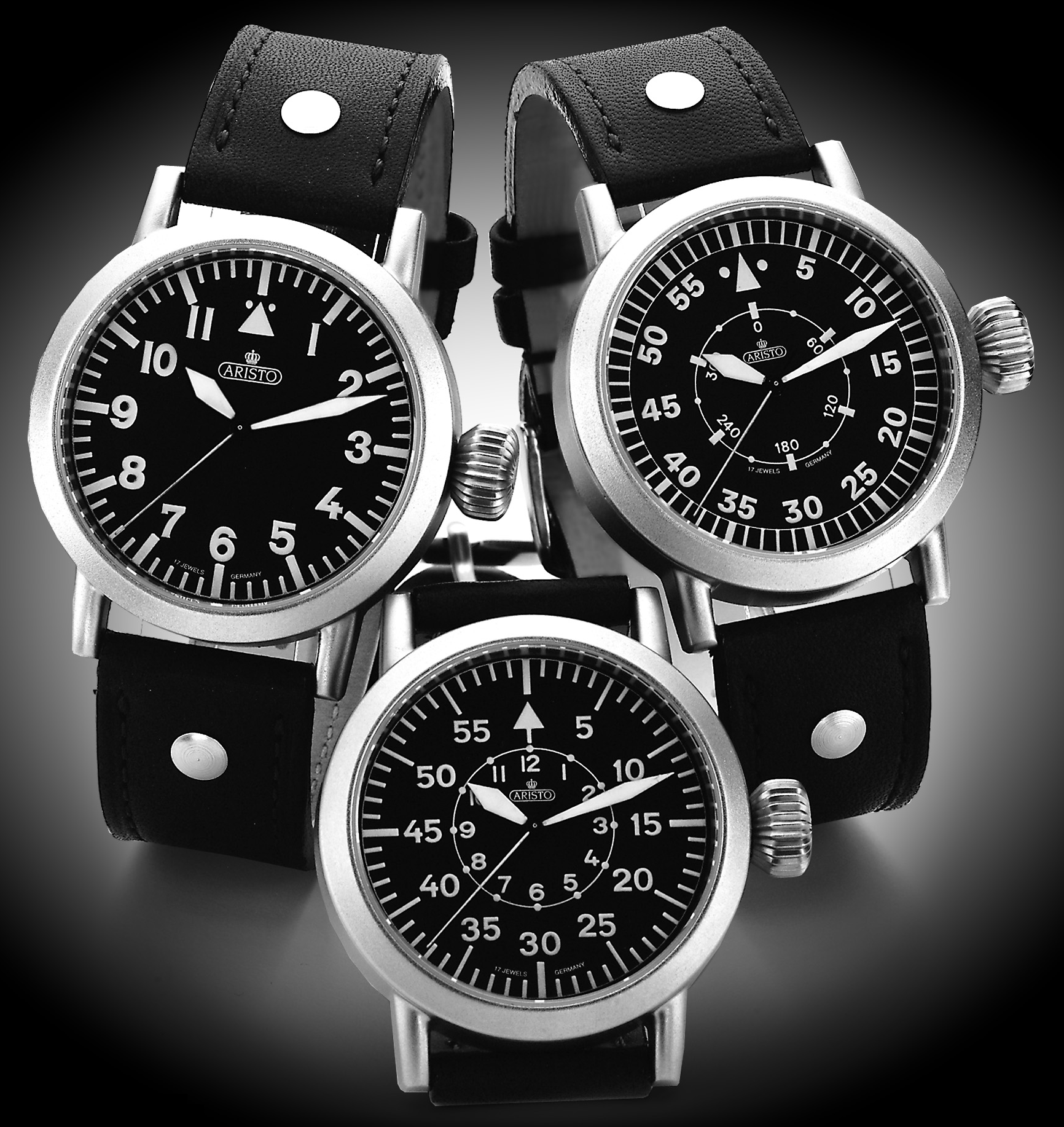
Fliegeruhren von Aristo mit überdurchschnittlichen 44 mm Durchmesser, an die Militär-Beobachtungsuhren des Zweiten Weltkriegs angelehnt.

Eine Fliegeruhr ist eine Armbanduhr, wie sie seit Anfang des 20. Jahrhunderts für die Bedürfnisse von Piloten entwickelt wurde.
Da die Luftfahrt im 20. Jahrhundert zu den modernsten Ingenieurleistungen zählte, boten viele Uhrenhersteller weit über den tatsächlichen Bedarf Flieger-Armbanduhren an, um am Mythos der Präzision und der Hochtechnologie teilzuhaben. Alle Pionierleistungen der Luft- und Raumfahrt finden sich in der Firmengeschichte der betreffenden Uhrenhersteller. Die eigentlichen bzw. tatsächlich eingesetzten Fliegeruhren waren schon früh in die Armaturentafel eingebaut und aus den bereits technisch weitentwickelten Chronometern der Seefahrt entwickelt.
Heute besteht die Abgrenzung zur Militäruhr vielfach weniger in tatsächlichen technischen Unterschieden, als vielmehr in der Vermarktung, insbesondere der Werbung. In der modernen Luftfahrt besteht kein echter Bedarf mehr nach am Arm getragenen Zeitmessern, der Typus Fliegeruhr ist somit eher als geschickte Etikettierung seitens der Hersteller anzusehen, um den Uhren eine professionelle Anmutung zu verleihen und sie damit für bestimmte Käufergruppen interessanter zu machen. Heute sind mechanische Fliegeruhren Ausdruck des Zeitgeistes einer technisch orientierten, vorwiegend männlichen Zielgruppe. Häufig sind sie als Chronographen ausgeführt, das heißt mit einer zusätzlichen Stoppuhrfunktion, was an zusätzlichen kleinen Zifferblättern (Totalisatoren) auf dem Hauptzifferblatt erkennbar ist.

## Geschichte

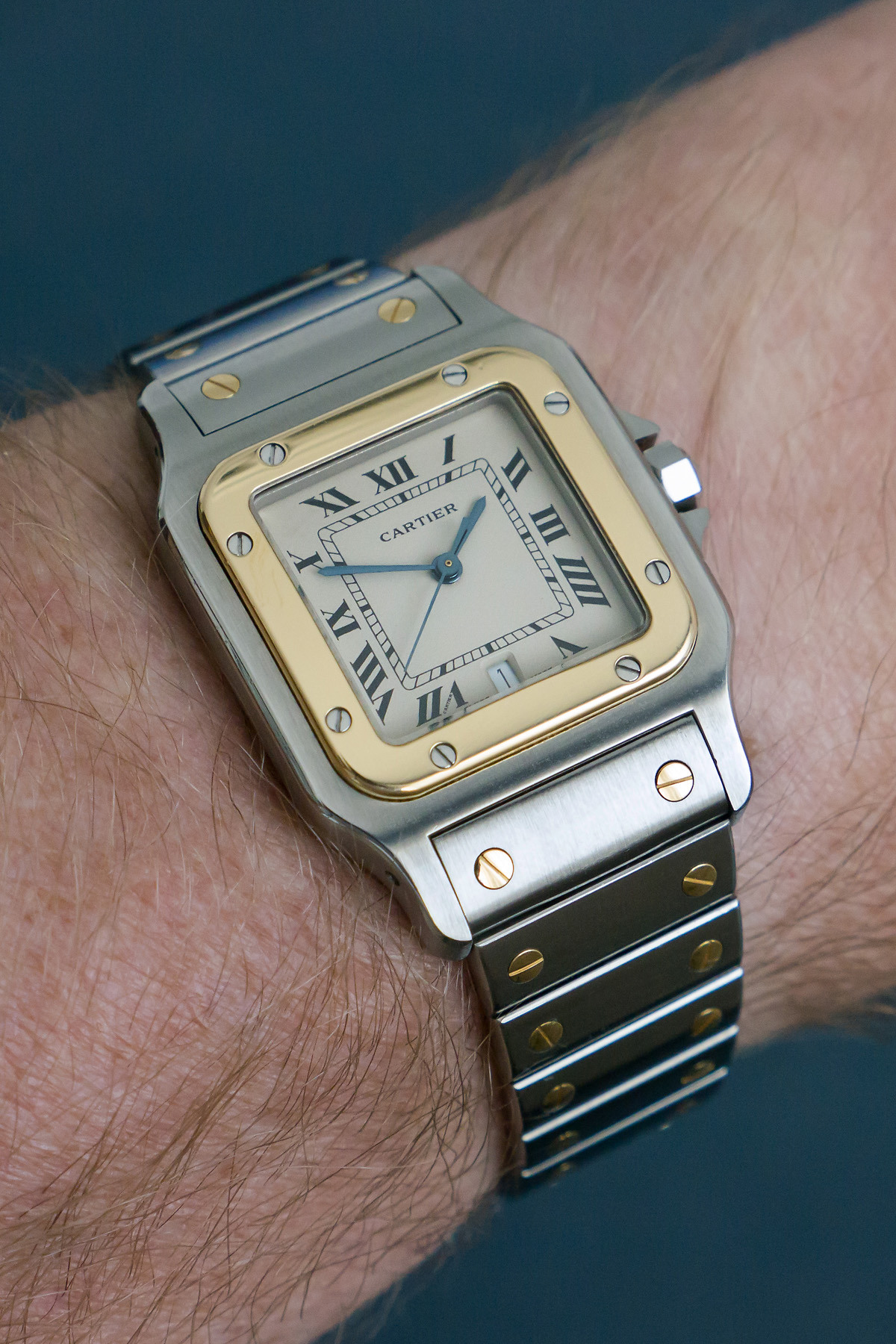
Das Modell Santos des Herstellers Cartier ist ein Nachfolger der gleichnamigen ersten Fliegeruhr von 1906.

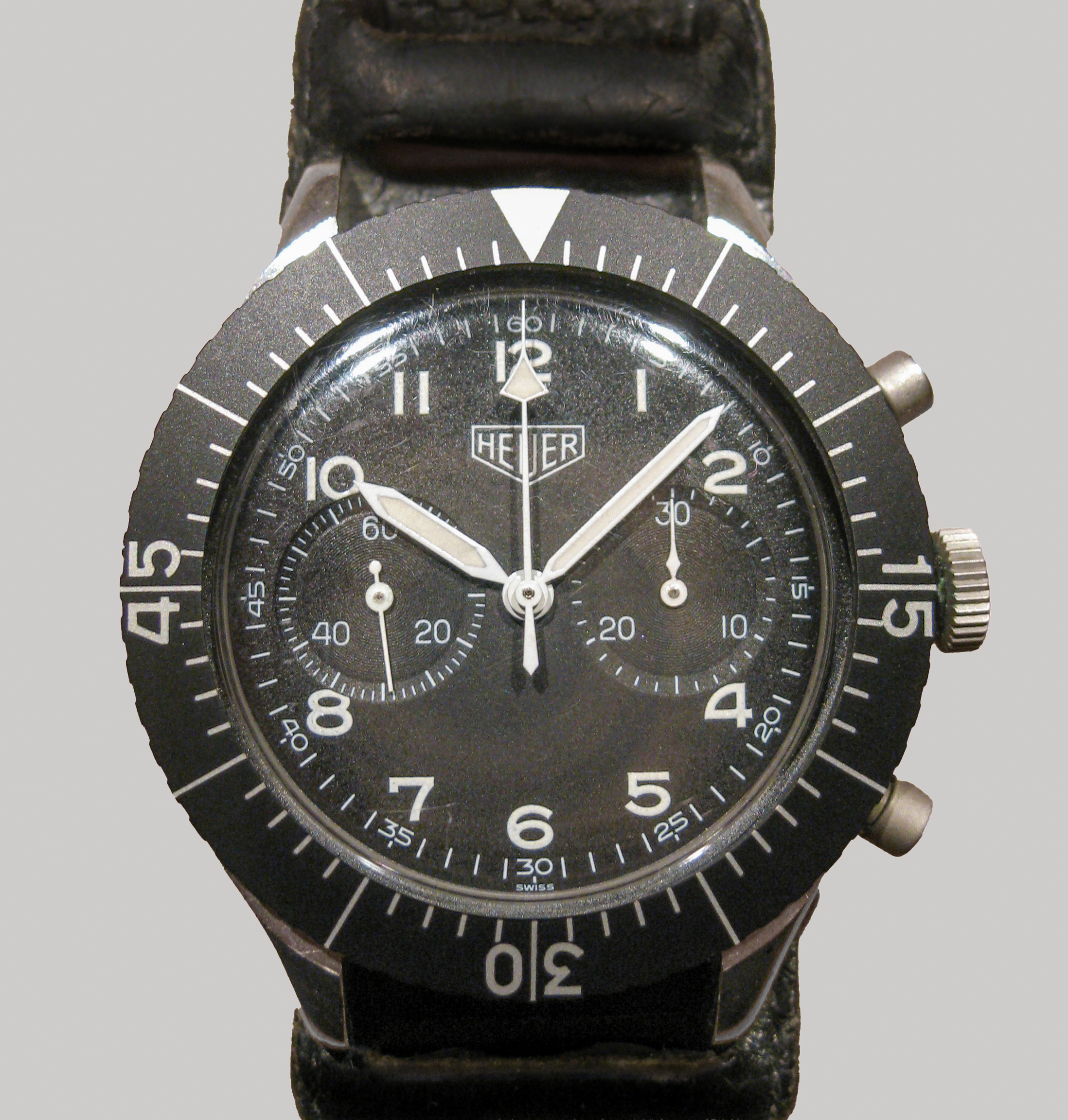
Heuer Fliegerchronograph, Modell 1550SG (Dienstuhr der Luftwaffe von 1967 bis 1986)

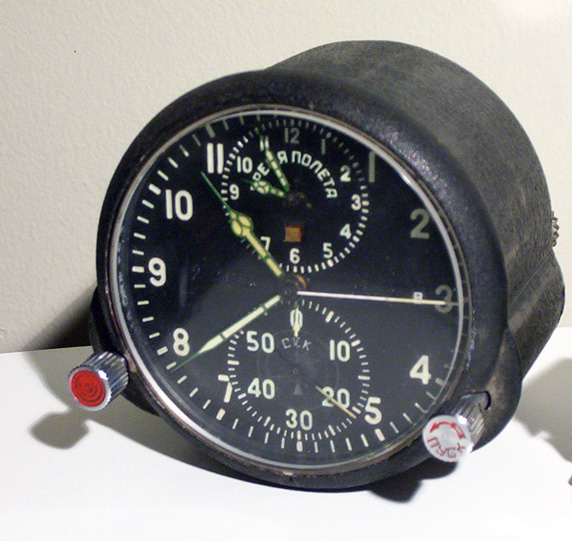
Mechanische Borduhr eines russischen Militärflugzeugs MiG-25. Viele Flieger-Armbanduhren sind im Design an solche Bordinstrumente der Luftfahrt angelehnt.

Der französische Uhrenhersteller Cartier entwickelte für den brasilianischen Flugpionier Alberto Santos Dumont im Jahre 1906 mit der Cartier Santos die erste spezielle Uhr für Flieger, die am Handgelenk getragen wurde. Die Idee wurde auch von anderen Herstellern weiterentwickelt, so dass Fliegeruhren entstanden, welche die Bedürfnisse der damaligen Piloten erfüllten.
Zu diesem Zeitpunkt waren Armbanduhren bereits bekannt. Marine- und Artillerieoffiziere waren die ersten Männer, die Armbanduhren für die Zeitmessung benutzten. Weit verbreitet und modisch akzeptiert waren jedoch nur Armbanduhren mit Schmuckfunktion, die von Frauen getragen wurden. Das Aufkommen der Fliegeruhren trug zur breiteren Akzeptanz von Armbanduhren für Männer bei.
Fliegeruhren verfügten über genaue mechanische Uhrwerke und waren schmucklos, robust und stoßfest konstruiert. Viele Modelle hatten besonders lange Armbänder, um sie über der Fliegerjacke tragen zu können. Das Zifferblatt war kontrastreich – meist weiß auf schwarzem Hintergrund – beziffert, wobei häufig neben dem Stundenring eine gesonderte Minuterie vorhanden war. Oft war anstatt der Zahl zwölf ein auffälliges Dreieck aufgedruckt. Ziffern, Dreieck sowie Zeiger waren üblicherweise mit selbstleuchtenden, radioaktiv dotierten Leuchtfarben beschichtet, um eine Ablesbarkeit bei Nacht zu ermöglichen. Die Krone war besonders groß und griffig konstruiert, so dass die Uhr auch mit Handschuhen verstellt und aufgezogen werden konnte. Die Uhren besitzen oftmals einen Tachymeter, der die Berechnung der Geschwindigkeit erleichtert.
Weiterentwicklungen waren mit Drehzifferblättern für die astronomische Navigation ausgestattet – an dieser Entwicklung war Charles Lindbergh beteiligt. Für den Einsatz in der Militärluftfahrt waren Eigenschaften wie Antimagnetismus sowie die Widerstandskraft gegenüber extremen klimatischen und kinetischen Belastungen unerlässlich. Darin erwiesen sich rein mechanische Uhrwerke den aufkommenden Quarzuhren noch lange Zeit als überlegen.
Nach dem Ersten Weltkrieg übernahmen in den Flugzeugen installierte Borduhren die Aufgaben der Fliegeruhren, die nur noch als Ersatzsystem oder für die individuellen Aufgaben einzelner Mitglieder der meist mehrköpfigen Besatzung in den damals eingeführten moderneren Flugzeugtypen benötigt wurden.
Mit dem sowjetischen Kosmonauten Juri Gagarin gelangte am 12. April 1961 erstmals eine Fliegeruhr der von der Ersten Moskauer Uhrenfabrik hergestellte „Sturmanskie“ ins Weltall.

## Technischer Standard Fliegeruhren (TESTAF)

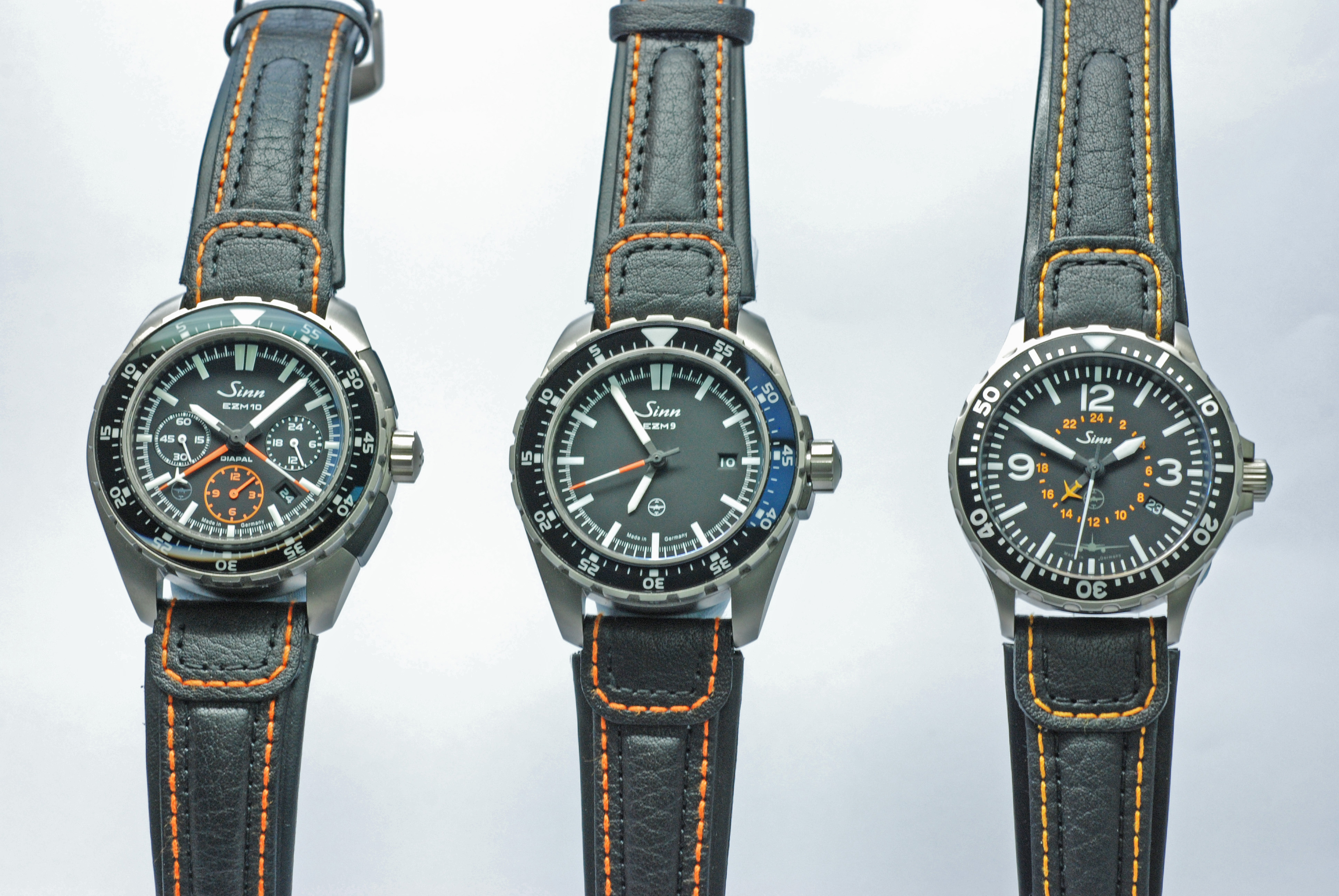
TESTAF-zertifizierte Uhren von Sinn (2014): EZM10, EZM9 und 857 UTC LH Cargo

Der Fachbereich Luft- und Raumfahrttechnik der FH Aachen und die Sinn Spezialuhren GmbH in Frankfurt am Main haben gemeinsam den „Technischen Standard Fliegeruhren“ (kurz „TESTAF“; alte Schreibweise bis 2013. „TeStaF“) entwickelt und 2012 vorgestellt. Unterstützt wurde das Projekt von Eurocopter Deutschland (seit 2014: Airbus Helicopters), dem Uhren-Magazin sowie externen Experten. Der TESTAF stellt fest, welche Anforderungen Armband-Fliegeruhren mit analoger Zeitanzeige beim nicht-militärischen Flugbetrieb nach Sicht- bzw. Instrumentenflugregeln heute erfüllen müssen.
Ziel des „Technischen Standards Fliegeruhren“ ist es, sicherzustellen, dass Fliegeruhren:
- bestimmten funktionalen Anforderungen genügen (z. B. schnelle und genaue Ablesbarkeit bei Tag und Nacht)
- widerstandsfähig gegen äußere Belastungen sind (z. B. zyklische Druckwechsel, Stöße und Vibrationen, flugbetriebstypische Flüssigkeiten)
- und sicher in der Benutzung und kompatibel mit den anderen Instrumenten eines Fluggeräts sind (z. B. keine magnetischen Auswirkungen auf Bordinstrumente, Vermeidung von störenden Reflexionen)

Die FH Aachen hat ein Prüfregime entwickelt, um die Konformität von Fliegeruhren mit dem TESTAF zu zertifizieren. Als erste Uhren wurden die Sinn EZM 10, die Sinn 103 Ti sowie die Stowa Flieger TO1 zertifiziert.
Die Weiterentwicklung des TESTAF wird durch einen wissenschaftlichen Beirat am Aachen Institute of Applied Sciences e. V. der FH Aachen begleitet.

## Von TESTAF zur neuen DIN 8330
Im Juni 2013 wurde im Normenausschuss Feinmechanik und Optik (NAFuO) des DIN ein Arbeitskreis „Fliegeruhren“ mit dem Ziel gegründet, auf der Basis des TESTAF eine neue Norm für Fliegeruhren (DIN 8330) zu schaffen. In dem Arbeitskreis arbeiten u. a. mit: FH Aachen, DNV GL (vormals Germanischer Lloyd), Sinn Spezialuhren, Stowa, Hanhart, Laco, Glashütte Original sowie Lufthansa Cargo. Für die Zeit bis zur Fertigstellung der neuen DIN 8330 sind zwei Jahre veranschlagt.
Die Schaffung der neuen DIN-Norm 8330 „Fliegeruhren“ soll, analog zur bekannten Taucheruhren-Norm DIN 8306 bzw. ISO 6425, funktional anspruchsvolle, sichere und zuverlässige Fliegeruhren ermöglichen.
DIN 8330 ist seit März 2016 in Kraft und verfügbar in einigen Produkten.

## Marken und Modelle (Auswahl)
- Aristo
- Askania
- Breguet „Type XX“
- Breitling „Navitimer“
- Cartier
- DEKLA
- Fortis Uhren AG
- Guinand
- Hamilton
- Hanhart
- Häusser
- IWC
- Junghans
- Junkers
- Laco
- La Rochette
- Longines „Lindbergh“
- Omega SA
- Oris
- POP-PILOT

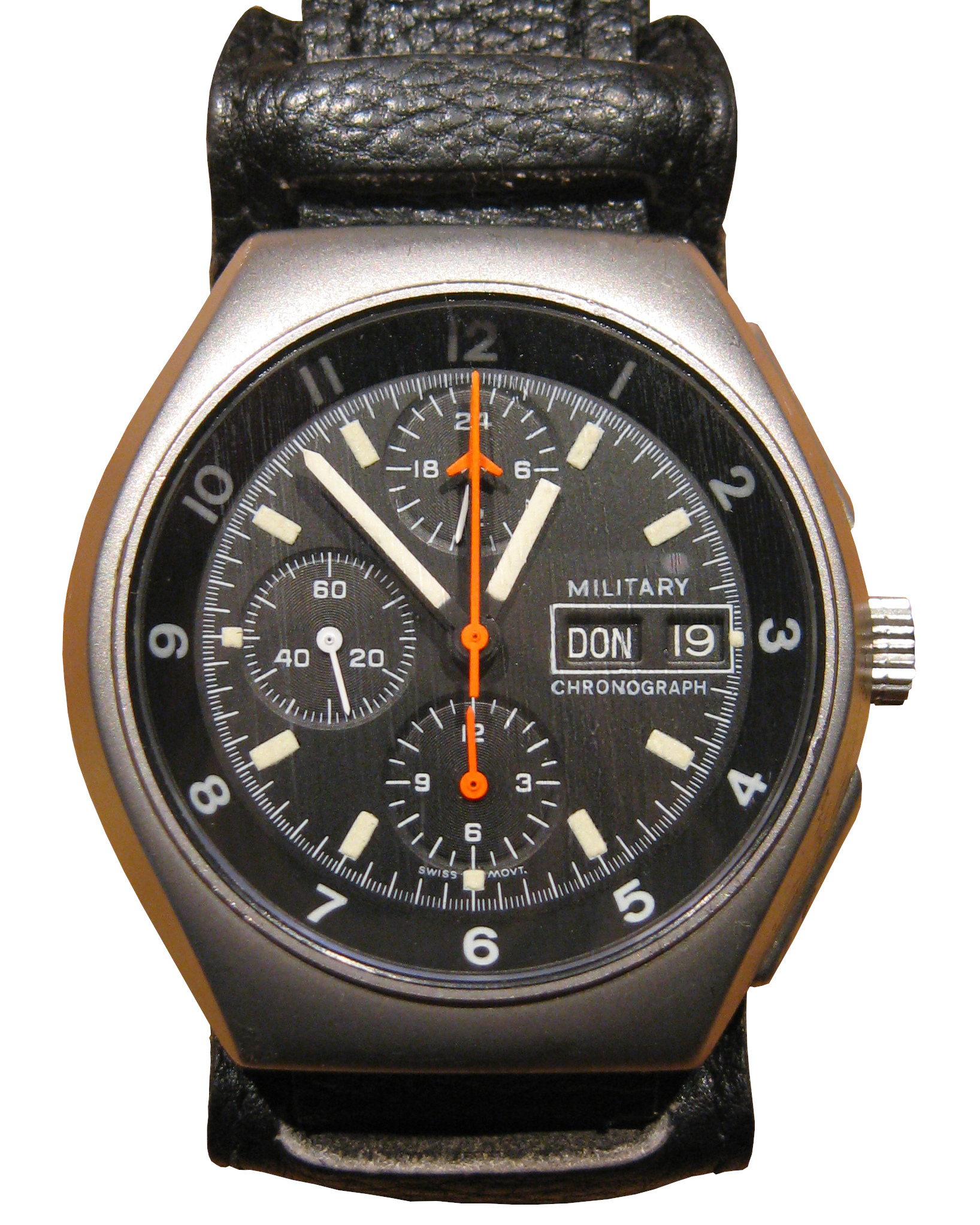
Tutima Military Fliegerchronograph

- Revue Thommen  „Airspeed Aviator“ und „Pilot Professional“
- Rüschenbeck
- Seiko
- Sinn „103 Ti TESTAF“ und „EZM 10 TESTAF“
- Stowa Flieger „Baumuster B“ und „TO1 TESTAF“
- TAG Heuer
- Tissot
- Torgeon
- Tutima
- Otto Weitzmann "Aviatic Edition" "Power Dive"
- YEMA
- Zeppelin